# Ischnarctia brunnescens
Ischnarctia brunnescens är en fjärilsart som beskrevs av Max Bartel 1903. Ischnarctia brunnescens ingår i släktet Ischnarctia och familjen björnspinnare. Inga underarter finns listade i Catalogue of Life.